# Martinsyde G.100
Martinsyde G.100 Elephant a G.102 byly britské bombardovací letouny z doby první světové války.
Letoun získal přezdívku „Elephant“ (česky: Slon) kvůli svým poměrně značným rozměrům a špatné manévrovatelnosti. Model G.102 se od modelu G.100 lišil pouze výkonnějším motorem.
G.100 byl původně konstruován jako jednomístný stíhací letoun s dlouhým doletem, ale nakonec byl překlasifikován na denní bombardér. Této role se typ úspěšně zhostil v období od léta 1916 až do konce roku 1917. Díky své stabilitě a vytrvalosti (5,5 hod) byl rovněž používán jako fotoprůzkumný stroj s dlouhým doletem.

## Specifikace (G.100)

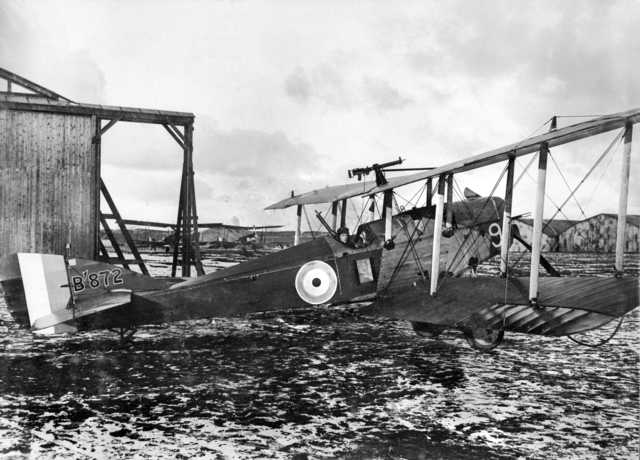
Martinsyde G.100

Data podle The British Fighter since 1912

### Technické údaje
- Posádka: 1
- Délka: 8,07 m
- Rozpětí: 11,59 m
- Výška: 2,95 m
- Plocha křídel: 38,1 m²
- Plošné zatížení: kg/m²
- Prázdná hmotnost: 816 kg
- Vzletová hmotnost : 1102 kg
- Pohonná jednotka: 1 × šestiválcový řadový motor Beardmore
- Výkon pohonné jednotky: 120 k (90 kW)

### Výkony
- Maximální rychlost: 155 km/h
- Dolet: 5 hod 30 min
- Dostup: 4270 m
- Stoupavost:

### Výzbroj
- 260 lb pum
- 1× kulomet Lewis ráže 7,7 mm nad horním křídlem
- 1× pevný kulomet Lewis ráže 7,7 mm za kokpitem